# Miłosz Matysik
Miłosz Matysik (* 26. April 2004 in Białystok) ist ein polnischer Fußballspieler, der sowohl als Innenverteidiger als auch im defensiven Mittelfeld für Aris Limassol spielt.

## Karriere

### Verein
Matysik begann seine Karriere bei Jagiellonia Białystok im Jugendbereich und durchlief verschiedene Altersklassen und hat sich seitdem in den Verein integriert. Im Jahr 2020 debütierte er für Jagiellonia Białystok in der zweiten Männermannschaft. Das Spiel fand am 7. November 2020 in der vierthöchsten Spielklasse Polens gegen Pogoń Grodzisk Mazowiecki statt und endete mit einem 2:1-Sieg für Jagiellonia II.
Sein erstes Pflichtspiel für die erste Mannschaft von Jagiellonia Białystok machte er am 7. Februar 2021 gegen Wisła Krakau in der Ekstraklasa. Das Spiel gewann Krakau mit 2:0.
Im Januar 2024 wechselte Matysik in die Cyprus League zu Aris Limassol.

### Nationalmannschaft
Im Jahr 2022 spielte Matysik für die polnische U18-Nationalmannschaft und zwischen 2022 und 2023 war er für die U19-Nationalmannschaft von Polen im Einsatz. Seit 2023 spielt er für die polnische U21. Mit dieser nahm er an der U21-Europameisterschaft 2025 teil und kam dort bis zum Vorrundenaus der Mannschaft in einem der drei Gruppenspiele zum Einsatz.